# Інґебурґ Шверцманн
Інґебурґ Шверцманн (нім. Ingeburg Schwerzmann, 2 червня 1967) — німецька академічна веслувальниця.
Срібна призерка Олімпійських Ігор 1992 року в складі розпашної двійки без стернової, учасниця 1988 року.
Чемпіонка світу 1990 року в складі розпашної двійки без стернової, срібна призерка 1991 року в складі розпашної двійки без стернової.